# Balomiru de Câmp
Balomiru de Câmpⓘ – wieś w Rumunii, w okręgu Alba, w gminie Șibot. W 2011 roku liczyła 527 mieszkańców.